# Älibek Böleschew
Älibek Baqtijaruly Böleschew (kasachisch Әлібек Бақтиярұлы Бөлешев Älıbek Baqtiiarūly Böleşev, russisch Алибек Бахтиярович Булешев, Alibek Bachtijarowitsch Buleschew; * 9. April 1981 in Taldyqorghan) ist ein kasachischer ehemaliger Fußballspieler.
Seit 2011 spielte er für Sunkar Kaskelen, den Aufsteiger in die kasachische Premjer-Liga, musste mit dem Verein allerdings sofort absteigen. 2013 wechselte Böleschew zum Ligakonkurrenten Oqschetpes Kökschetau und schaffte 2014 mit Kökschetau den Aufstieg in die Premjer-Liga.

## Erfolge
- Kasachischer Meister: 2004
- Kasachischer Pokalsieger: 2001, 2003